# The Fifth Floor
The Fifth Floor is een Amerikaanse film uit 1978 van Howard Avedis met Dianne Hull, Bo Hopkins en Mel Ferrer in de hoofdrollen.

## Verhaallijn
Een vrouw valt na een overdosis drugs flauw in een discotheek en, omdat er uitgegaan wordt van een zelfmoordpoging, wordt onterecht opgenomen in een psychiatrisch centrum. Daar probeert ze duidelijk te maken dat haar opname een verkeerde beslissing is, maar niemand gelooft haar.

## Rolverdeling
| Acteur             | Personage          |
| ------------------ | ------------------ |
| Bo Hopkins         | Carl               |
| Dianne Hull        | Kelly McIntyre     |
| Patti D'Arbanville | Cathy              |
| Sharon Farrell     | Melanie            |
| Robert Englund     | Benny              |
| Anthony James      | Derrick            |
| Julie Adams        | Nurse Hannelord    |
| Mel Ferrer         | Dr. Sidney Coleman |
| John David Carson  | Ronnie Denton      |